# 홀데인 원칙
홀데인 원칙(Haldane principle)은 영국의 연구정책으로 연구기금은 정치가가 아닌 연구기관들에 의해 결정되어야 한다는 정책이다. 이는 홀데인 경(RIchard Burdon Haldane)이 1904~1908년 의장을 맡았던 기금위원회에 의해 주창되었다.
1918년 홀데인의 위원회는 '홀데인 보고서'를 발표하며 정부기관은 특정 연구에는 관여할 수 있어도 일반적인 연구는 정부로부터 자유로운 독립적인 기금위원회가 관리해야 한다고 주장하였다. 이처럼 기금위원회의 독립성이 홀데인 원칙으로 통한다.
이 원칙은 정부정책으로 사용되었지만 1939년, 버널(J.D.Bernal)은 사회적 이익이 연구의 자유보다 중요하다고 주장하였고, 주커만(Solly Zukerman)은 1971년 인위적인 기초과학과 실용과학의 분리가기 기초과학만 우대하는 결과를 불러왔다고 비판하였다. 이에 따라 1971년 로스차일드의 보고서에 따라 연구기금의 25%는 정부의 관할하에 사용되도록 개정되기도 하였다.
연구기금 사용의 자유도에 대한 논쟁은 지금도 계속되고 있다.

## 참고
- Duffy, M.P. (1986). The Rothschild Experience: Health Science Policy and Society in Britain. Science, Technology, & Human Values 11 68-78. (Available at JSTOR with subscription.)
- Bernal, J.D. (1939) The Social Function of Science. London: Routledge and Kegan Paul.
- Zuckerman, S. (1971). Times Literary Supplement p.1385 (5 November 1971).
- The Rothschild Report (1971). A Framework for Government Research and Development. London: HMSO.
- The Haldane Report (1918). Report of the Machinery of Government Committee under the chairmanship of Viscount Haldane of Cloan. London: HMSO.